# Pieza de carácter
Pieza de carácter es una traducción literal del alemán Charakterstück, un término no muy precisamente definido, usada para una amplia cantidad de la música para piano del siglo XIX basada en una idea simple o en un programa. El término es menos frecuentemente aplicado a la música para otros instrumentos (nunca la voz humana) con acompañamiento pianístico, pero más a menudo frecuentemente para ensambles más grandes.
Las piezas de carácter son esenciales en la música del Romanticismo, y son esenciales para aquellos movimientos en los que interesa la evocación de modos o momentos particulares. Lo que distingue a las piezas de carácter es la especifidad de la idea que evocan. Muchas piezas de carácter están compuestas en forma ternaria, pero no es una característica universal. Un rasgo común es la intención de otorgarles títulos expresivos, tales como Voyage autour de ma chambre ("Viaje alrededor de mi cuarto") de Stephen Heller, un ejemplo temprano del género. Otras piezas de carácter tienen títulos que sugieren la brevedad y singularidad del concepto, tales como las bagatelas de Beethoven o los preludios de Debussy, o construcción casual: el título Impromptu es común. Muchos nocturnos e intermezzi son también piezas de carácter, entre ellos los de Chopin y Brahms, respectivamente.
Grupos amplios de muchas piezas de carácter individuales, pensados para ser tocados en conjunto, no son poco comunes; muchas obras de Schumann en esta forma (por ejemplo "Kreisleriana" y "Carnaval") son los ejemplos más conocidos. A finales del siglo XIX e inicios del XX, a medida que la música para piano se fue haciendo más ambiciosa y grande en escala, el alcance de lo que puede entenderse por pieza de carácter también se extendió. El New Grove Dictionary cita el "Festival de los Campesinos Gitanos" de Smetana y "The Oarsman" de Sibelius como ejemplos de esta última tendencia.